# 增刪韻玉定本
《增刪韻玉定本》，清朝康熙年間，謝瑛（河間府知府徐可先之妻）重新纂輯南宋陰時夫《韻府羣玉》，取名《增刪韻玉定本》。至清朝中期，市面所見《韻府群玉》都是謝瑛改編版本。